# Tengiz Abuladze
Tengiz Abuladze ( grúzul: თენგიზ აბულაძე; Kutaiszi, 1924. január 31. – Tbiliszi, 1994. március 6.) grúz filmrendező, forgatókönyvíró, egyetemi tanár, a Szovjetunió népművésze.  A grúz filmművészet kiemelkedő mestere. Sokan az egyik legjobb szovjet filmrendezőnek tartják.

## Élete
Abuladze 1943–1946 között színházi rendezést tanult a Tbiliszi Állami Színházi Intézetben, Tbilisziben, Grúziában, és filmkészítést az Összoroszországi Állami Egyetem Geraszimov Intézetében Moszkvában. 1952-ben végzett, majd 1953-ban a Grúzia-filmhez (Grúzia Filmstúdió) csatlakozott rendezőként. 1980-ban elnyerte a Szovjetunió Népművésze címet.
Abuladze diplomamunkája a Dimitrij Arakisvili című filmesszé volt. Első filmje, a Magdana szamara (1956), melyet Rezo Cseidzével rendezett, elnyerte a "Legjobb rövidfilm " díjat az 1956-os Cannes-i Filmfesztiválon. Leghíresebb filmtrilógiája: a Könyörgés  (1967), A kívánság fája (1976) és a Vezeklés (1984, 1987), amely Lenin-díjat (1988) és Nika-díjat kapott. Legjobb kép. A Vezeklés elnyerte a zsűri különdíját az 1987-es Cannes-i Filmfesztiválon.  1987-ben a 15. Moszkvai Nemzetközi Filmfesztivál zsűrijének tagja volt. 
Abuladze a peresztrojka idején került előtérbe a Szovjetunióban, amikor 1986-ban bemutatták a korábban betiltott, a sztálinista terrort leleplező Vezeklés című filmjét.
A Vezeklés című film, egy öreg, diktátor jellemű polgármester (Varlam Aravidze) halála körül forog. Egy középkorú cukrásznő (Ketevan Barateli), nem hagyja, hogy a zsarnok holtteste békében nyugodjon. Többször kiássa a tetemet, a bírósági tárgyaláson pedig a múlt titkait is feltárja. A filmben Varlam Aravidze diktátori alakja bármely önkényúrral: Adolf Hitler, Benito Mussolini, Joszif Visszarionovics Sztálin azonosítható, de leginkább Sztálin egyik munkatársa, a grúz Lavrentij Berija volt a figura modellje.

## Filmes pályafutása
Visszatérve Tbiliszibe, grúz rendezőtársával, Revaz Cseidzével, Abuladze is csatlakozott a Grúzia Filmstúdióhoz. Együtt kezdték pályafutásukat, dokumentumfilmeket készítettek hazájuk folklórjáról. 1955-ben elkészítették első nem dokumentumfilmjüket, a Magdana szamarát, amely 1956-ban elnyerte a legjobb rövidfilm díját Cannes-ban. Abuladze következő munkája az Idegen gyermek (1958) című játékfilm volt, a tbiliszi élet pszichológiai portréjaként. Ezt követte az Én, nagymama, Iliko és Ilarion (1962), amely egy hegyi falu erkölcsi tragikomédiája, valamint a Nyakék kedvesemnek (1973) című lírai vígjáték.
Abuladze hírneve azonban a jó és a rossz, a szerelem és a gyűlölet, az élet és a halál alapvető kérdéseivel foglalkozó filmek trilógiáján alapul. Ezek közül az elsőt, a Könyörgést (1967) Vazha-Pshavela versei ihlették, és fekete-fehérben forgatták a más, korabeli filmekből ismerős grúz tájakon. A trilógia második filmje, A kívánság fája (1976) egy epikus mese, amely ugyanazon a tájon játszódik, és egy fiatal nő és egy férfi reményeire és álmodozásaira összpontosít, akik a mitikus fa után kutatnak, amely valóra váltja az álmokat. A kívánság fája, fesztiváldíjakat nyert Moszkvában, Csehszlovákiában és Olaszországban, és elnyerte a Grúz Szovjet Szocialista Köztársaság Állami Díját. 1974-től Abuladze a Rusztaveli Főiskolán tanított, ahol három évtizeddel korábban végzett.
1978-ban Abuladze csatlakozott a Szovjetunió Kommunista Pártjához, ami akkoriban és ebben az összefüggésben normális karrierlépés volt. 1980-ban elnyerte a Szovjetunió Népművésze címet. Máig az egyik legnagyobb  szovjet grúz filmesként tartják számon. A felszínen a szovjet kulturális nómenklatúra tökéletes példája volt. Aztán 1983–1984-ben (a grúz televízió számára) elkészítette Vezeklés című filmjét, amellyel világszerte felkeltette a figyelmet.
A "pangás időszakának" sok más filmjéhez hasonlóan a Vezeklés is „a polcon” maradt. Abuladze annyira félt, hogy filmjét megsemmisítik, hogy állítólag az egyetlen megmaradt kópiát az ágya alatt tartotta. Amikor Mihail Gorbacsov és a glasznoszty megérkezett, és a szovjet filmesek szakszervezetének régi gárdáját 1986-ban egyhangúlag kizárták, egy konfliktusbizottságot hoztak létre, hogy felülvizsgálja a polcokra száműzött filmeket. Az akkori szovjet külügyminiszter, Eduard Sevardnadze biztatására a Vezeklést először Grúziában, majd a Szovjetunióban is vetítették, ahol rekordszámú közönséget vonzott, és az egész glasznoszty-folyamat zászlóshajója lett. 

## Filmográfia
Tengiz Abuladze 12 filmet forgatott pályafutása során. Közülük öt dokumentumfilm, hét fikciós volt. Utolsó filmje Galaktion Tabidzéről és Ilia Csavcsavadzéről szólt volna, de befejezetlen maradt. 
| Év   | A film címe magyarul           | A film címe grúzul                 | Hossz      | Jegyzetek                                                                                       |
| ---- | ------------------------------ | ---------------------------------- | ---------- | ----------------------------------------------------------------------------------------------- |
| 1953 | A mi palotánk                  | ჩვენი სასახლე                      | Ismeretlen | Dokumentumfilm                                                                                  |
| 1954 | A Grúz Állami Népiegyüttes     | ქართული ცეკვის სახელმწიფო ანსამბლი | Ismeretlen | Dokumentumfilm                                                                                  |
| 1955 | Dimitrij Arakisvili            | დიმიტრი არაყიშვილი                 | Ismeretlen | Dokumentumfilm                                                                                  |
| 1955 | Magdana szamara                | მაგდანას ლურჯა                     | 63 perc    |                                                                                                 |
| 1958 | Idegen gyermekek               | სხვისი შვილები                     | 77 perc    | forgatókönyvíró is Rezo Dzsaparidzével                                                          |
| 1962 | Én, nagymama, Iliko és Ilarion | მე,ბებია,ილიკო და ილარიონი         | 92 perc    | forgatókönyvíró is Nodar Dumbadzével, az Én, nagymama, Iliko és Ilarioni című regénye alapján.  |
| 1955 | Svan vázlatok                  | სვანური ჩანახატები                 | Ismeretlen | Dokumentumfilm                                                                                  |
| 1967 | Könyörgés                      | ვედრება                            | 72 perc    | forgatókönyvíró is Rezo Kveselavával és Anzor Salukvadzével.                                    |
| 1971 | Nyakék kedvesemnek             | სამკაული ჩემი სატრფოსათვის         | 70 perc    | forgatókönyvíró is Akhmed Abu-Bakarral és Tamaz Meliavaval. Akhmed Abu-Bakar novellája alapján. |
| 1972 | Szabadtéri múzeum              | მუზეუმი ღია ცის ქვეშ               | Ismeretlen | Dokumentumfilm                                                                                  |
| 1976 | A kívánság fája                | ნატვრის ხე                         | 87 perc    | forgatókönyvíró is Revaz Inanisvilivel.                                                         |
| 1984 | Vezeklés                       | მონანიება                          | 153 perc   | forgatókönyvíró is Nana Janelidzével és Rezo Kveselavával                                       |